# Näset, Sundsvalls kommun
Näset en bebyggelse vid sydöstra stranden av Sör-Björken i Sundsvalls kommun. Från 2023 avgränsare SCB här en småort.